# Gran Premio del Canada 2018
Il Gran Premio del Canada 2018 è stata la settima prova della stagione 2018 del campionato mondiale di Formula 1. La gara, tenutasi domenica 10 giugno 2018 sul circuito Gilles Villeneuve di Montréal, è stata vinta dal tedesco Sebastian Vettel su Ferrari, al suo cinquantesimo successo nel mondiale. Vettel ha preceduto sulla linea del traguardo il finlandese Valtteri Bottas su Mercedes e l'olandese Max Verstappen su Red Bull Racing-TAG Heuer.

## Vigilia

### Aspetti tecnici
Per questa gara la Pirelli, fornitrice unica degli pneumatici, porta le tre mescole più morbide: hypersoft, ultrasoft e supersoft.
La Federazione aggiunge una terza zona dove i piloti possono attivare il DRS. Oltre che sul rettilineo d'arrivo e sul rettilineo del Casino, i piloti potranno aprire l'ala mobile anche tra le curve 7 e 8, con punto per la determinazione del distacco fra piloti posto dopo la curva 5.
La Mercedes aveva annunciato la nuova specifica della power unit. Essa avrebbe dovuto essere montata non solo sulle vetture della scuderia ma anche su quelle delle scuderie clienti, Williams e Force India. Successivamente, per ragioni di prudenza, è stato deciso di rinviare l'introduzione di questa nuova specifica.
L'Honda, che rifornisce il propulsore della Scuderia Toro Rosso, conferma invece, per la gara canadese, una evoluzione della power unit.
La Red Bull Racing aveva annunciato la volontà di sostituire la MGU-K sulla vettura di Daniel Ricciardo, che sembrava danneggiata irreparabilmente dopo il Gran Premio di Monaco. Successivamente la scuderia ha deciso di mantenere la vecchia unità, al fine di evitare penalizzazioni.

### Aspetti sportivi
Fernando Alonso festeggia il suo trecentesimo Gran Premio nel mondiale di F1, considerando anche le presenze nei Gran Premi di Stati Uniti 2005 e Russia 2017 in cui, pur qualificato, si ritirò dopo il giro di formazione. Lo spagnolo è il quarto pilota a raggiungere questo traguardo dopo Rubens Barrichello, Michael Schumacher e Jenson Button.
In questa stagione, il gran premio è sponsorizzato dalla Heineken.
La Federazione decide che, da questo gran premio, il DRS non sarà più disabilitato su tutto il tracciato, in caso di esposizione della bandiera gialla, ma solo nella zona interessata dal pericolo.
L'ex pilota di F1 Emanuele Pirro è nominato quale commissario aggiunto per la gara. L'italiano ha svolto in passato, in diverse occasioni, tale funzione, l'ultima al Gran Premio d'Australia.
Nella prima sessione di prove libere del venerdì il pilota locale Nicholas Latifi ha preso il posto di Sergio Pérez alla Force India. Per Latifi è l'esordio nel corso di un weekend di F1.

## Prove

### Resoconto
Max Verstappen è stato il più rapido nella prima sessione. L'olandese della Red Bull Racing ha ottenuto il tempo con gomme hypersoft, dopo aver saltato la prima ora della sessione. Verstappen ha preceduto di meno di un decimo Lewis Hamilton e di due il compagno di team Daniel Ricciardo, che ha comunque compiuto un piccolo errore nel suo tentativo più veloce. La classifica, almeno nelle prime posizioni, è molto chiusa, con nove piloti in un secondo. Sebastian Vettel ha iniziato la sessione con una conformazione della sua vettura diversa da quella del compagno di scuderia, Kimi Räikkönen, per poi passare alle stesse scelte tecniche del finnico, dopo circa 35 minuti.
La pista si è presentata poco gommata, con diversi piloti che hanno compiuto degli errori di guida. Vettel e Lance Stroll hanno sfiorato il cosiddetto Muro dei Campioni, all'ultima chicane, mentre Sergej Sirotkin ha colpito le barriere alla curva 6 e Marcus Ericsson ha effettuato un testacoda. La sessione è stata anche interrotta dalla bandiera rossa per il recupero della Renault di Nico Hülkenberg, fermo in pista con un guasto al cambio. I meccanici della scuderia francese hanno dovuto spingere la vettura su tutto il rettilineo che porta all'arrivo.
Verstappen è stato il migliore anche nella sessione pomeridiana del venerdì. In questo caso il pilota della Red Bull ha battuto di un decimo Räikkönen e di quattro Daniel Ricciardo. L'australiano ha scontato dei guai alla power unit, per poi simulare un long run con le supersoft, e tentare il tempo con un treno di gomme hypersoft. Lewis Hamilton ha colto il quarto tempo, a circa sei decimi dal primo, ma utilizzando le gomme supersoft, mentre più indietro ha chiuso l'altro pilota della Mercedes, Valtteri Bottas, che si è concentrato sull'uso di ultrasoft. Stoffel Vandoorne ha colpito le barriere alla curva 9, rompendo la sospensione posteriore destra, mentre Carlos Sainz Jr. ha danneggiato la sua monoposto uscendo alla curva 7.
La sessione del sabato ha confermato la forma di Max Verstappen, ancora in grado di far segnare il miglior tempo, molto vicino al record del tracciato. In questa sessione l'olandese ha preceduto le due Ferrari e Hamilton. Le due monoposto italiane sono molto vicine al tempo dell'olandese, con Vettel staccato di soli 49 millesimi, con un tempo colto all'inizio della sessione, con pista ancora poco gommata. Distaccato di soli 2 millesimi dal tedesco è Räikkönen, mentre Lewis Hamilton è poco dietro, a circa un decimo dal miglior tempo. Tra i primi sei della graduatoria e gli altri piloti si è scavato un piccolo margine, con Sergio Pérez a un secondo e tre decimi da Verstappen.

### Risultati
Nella prima sessione del venerdì si è avuta questa situazione: 
| Pos | Nº | Pilota           | Costruttore               | Tempo    | Gap    | Giri |
| --- | -- | ---------------- | ------------------------- | -------- | ------ | ---- |
| 1   | 33 | Max Verstappen   | Red Bull Racing-TAG Heuer | 1'13"302 |        | 26   |
| 2   | 44 | Lewis Hamilton   | Mercedes                  | 1'13"390 | +0"088 | 29   |
| 3   | 3  | Daniel Ricciardo | Red Bull Racing-TAG Heuer | 1'13"518 | +0"216 | 24   |

Nella seconda sessione del venerdì si è avuta questa situazione:
| Pos | Nº | Pilota           | Costruttore               | Tempo    | Gap    | Giri |
| --- | -- | ---------------- | ------------------------- | -------- | ------ | ---- |
| 1   | 33 | Max Verstappen   | Red Bull Racing-TAG Heuer | 1'12"198 |        | 39   |
| 2   | 7  | Kimi Räikkönen   | Ferrari                   | 1'12"328 | +0"130 | 42   |
| 3   | 3  | Daniel Ricciardo | Red Bull Racing-TAG Heuer | 1'12"603 | +0"405 | 17   |

Nella terza sessione del sabato si è avuta questa situazione:
| Pos | Nº | Pilota           | Costruttore               | Tempo    | Gap    | Giri |
| --- | -- | ---------------- | ------------------------- | -------- | ------ | ---- |
| 1   | 33 | Max Verstappen   | Red Bull Racing-TAG Heuer | 1'11"599 |        | 14   |
| 2   | 5  | Sebastian Vettel | Ferrari                   | 1'11"648 | +0"049 | 22   |
| 3   | 7  | Kimi Räikkönen   | Ferrari                   | 1'11"650 | +0"051 | 21   |

## Qualifiche

### Resoconto
All'inizio della sessione esplode la power unit sulla Haas di Romain Grosjean, che così non può prendere parte alle qualifiche.
Le due Ferrari si portano in cima alla lista dei tempi, con Valtteri Bottas staccato di sette decimi. Poco dopo Marcus Ericsson colpisce un muretto, ed è costretto al rientro ai box. L'altro pilota della Mercedes, Lewis Hamilton, coglie il quinto tempo, mentre Vettel si pone al comando della sessione.
Al termine della Q1 sono eliminati Pierre Gasly, i due piloti della Williams (che scontano problemi all'impianto frenante), Marcus Ericsson e, come detto, Grosjean.
In Q2 i sei piloti di Ferrari, Red Bull Racing e Mercedes sono subito protagonisti, con i primi tre divisi da soli 52 millesimi, e i sei raccolti in tre decimi. Le vetture anglo-austriache hanno optato per gomme hypersoft, a differenza degli avversari diretti che utilizzano le ultrasoft. Nella parte finale Daniel Ricciardo coglie il nuovo record della pista, in 1'11"434. Sono eliminati Kevin Magnussen, Brendon Hartley, Charles Leclerc e i due della McLaren.
Nella fase decisiva sono i piloti della Mercedes a prendere la pista per primi, con Bottas che prevale su Hamilton. Kimi Räikkönen s'inserisce fra i due, prima che Sebastian Vettel scali al primo posto, col nuovo record del tracciato (1'10"776). Le due Red Bull, a causa di un terzo settore di pista non veloce, chiudono col quarto e sesto tempo.
Nell'ultimo tentativo Vettel è ancora capace di migliorarsi, mentre Hamilton è penalizzato da un bloccaggio delle ruote, in frenata. Chi migliora ancora è Max Verstappen che conquista il terzo tempo. Per Sebastian Vettel è la cinquantaquattresima pole position nel mondiale, la duecentodiciassettesima per la Ferrari, che non otteneva la partenza al palo, su questo tracciato, dal 2001.
Al termine delle qualifiche Pierre Gasly è penalizzato di 10 posizioni in griglia di partenza, per aver sostituito il suo motore termico, il quarto della stagione. Il pilota della Toro Rosso aveva presentato dei problemi al termine delle libere, tanto che ha affrontato le qualifiche con motore di vecchia specifica. Per la gara, invece, l'Honda decide di passare al motore aggiornato. Pur essendosi qualificato al sedicesimo posto, parte dal diciannovesimo, davanti al solo Romain Grosjean.

### Risultati
Nella sessione di qualifica si è avuta questa situazione:
| Pos                         | Nº | Pilota            | Costruttore               | Q1          | Q2       | Q3       | Griglia |
| --------------------------- | -- | ----------------- | ------------------------- | ----------- | -------- | -------- | ------- |
| 1                           | 5  | Sebastian Vettel  | Ferrari                   | 1'11"710    | 1'11"524 | 1'10"764 | 1       |
| 2                           | 77 | Valtteri Bottas   | Mercedes                  | 1'11"950    | 1'11"514 | 1'10"857 | 2       |
| 3                           | 33 | Max Verstappen    | Red Bull Racing-TAG Heuer | 1'12"008    | 1'11"472 | 1'10"937 | 3       |
| 4                           | 44 | Lewis Hamilton    | Mercedes                  | 1'11"835    | 1'11"740 | 1'10"996 | 4       |
| 5                           | 7  | Kimi Räikkönen    | Ferrari                   | 1'11"725    | 1'11"620 | 1'11"095 | 5       |
| 6                           | 3  | Daniel Ricciardo  | Red Bull Racing-TAG Heuer | 1'12"459    | 1'11"434 | 1'11"116 | 6       |
| 7                           | 27 | Nico Hülkenberg   | Renault                   | 1'12"795    | 1'11"916 | 1'11"973 | 7       |
| 8                           | 31 | Esteban Ocon      | Force India-Mercedes      | 1'12"577    | 1'12"141 | 1'12"084 | 8       |
| 9                           | 55 | Carlos Sainz Jr.  | Renault                   | 1'12"689    | 1'12"097 | 1'12"168 | 9       |
| 10                          | 11 | Sergio Pérez      | Force India-Mercedes      | 1'12"702    | 1'12"395 | 1'12"671 | 10      |
| 11                          | 20 | Kevin Magnussen   | Haas-Ferrari              | 1'12"680    | 1'12"606 | N.D.     | 11      |
| 12                          | 28 | Brendon Hartley   | Scuderia Toro Rosso-Honda | 1'12"587    | 1'12"635 | N.D.     | 12      |
| 13                          | 16 | Charles Leclerc   | Sauber-Ferrari            | 1'12"945    | 1'12"661 | N.D.     | 13      |
| 14                          | 14 | Fernando Alonso   | McLaren-Renault           | 1'12"979    | 1'12"856 | N.D.     | 14      |
| 15                          | 2  | Stoffel Vandoorne | McLaren-Renault           | 1'12"998    | 1'12"865 | N.D.     | 15      |
| 16                          | 10 | Pierre Gasly      | Scuderia Toro Rosso-Honda | 1'13"047    | N.D.     | N.D.     | 19      |
| 17                          | 18 | Lance Stroll      | Williams-Mercedes         | 1'13"590    | N.D.     | N.D.     | 16      |
| 18                          | 35 | Sergej Sirotkin   | Williams-Mercedes         | 1'13"643    | N.D.     | N.D.     | 17      |
| 19                          | 9  | Marcus Ericsson   | Sauber-Ferrari            | 1'14"593    | N.D.     | N.D.     | 18      |
| Tempo limite 107%: 1'16"729 |    |                   |                           |             |          |          |         |
| NQ                          | 8  | Romain Grosjean   | Haas-Ferrari              | senza tempo | N.D.     | N.D.     | 20      |

In grassetto sono indicate le migliori prestazioni in Q1, Q2 e Q3.

## Gara

### Resoconto
Sebastian Vettel mantiene il comando della gara, precedendo Valtteri Bottas e Max Verstappen; Lewis Hamilton è quarto, mentre Daniel Ricciardo passa Kimi Räikkönen per il quinto posto. Nel corso del primo giro c'è un incidente tra Lance Stroll e Brendon Hartley, con le due vetture che si agganciano e finiscono fuori pista. Il neozelandese è anche portato in un ospedale di Montréal, senza che però siano riscontrati danni fisici. Per tre giri la gara è neutralizzata dalla safety car. Alla ripartenza le posizioni rimangono quelle già definite.
Al decimo giro Esteban Ocon, settimo, effettua la sua sosta, che però è un po' lenta e lo fa retrocedere in quattordicesima posizione. Al giro 15 c'è il pit stop anche di Carlos Sainz Jr., mentre al giro 17 è il turno di Verstappen e Hamilton (che da inizio gara è limitato da un problema alla power unit), che rientrano quinto e sesto. Un primo cambiamento alla classifica c'è il giro dopo, quando Ricciardo, dopo la sua sosta, si trova davanti a Hamilton, e alle spalle di Verstappen.
Al giro 25 Nico Hülkenberg passa Romain Grosjean per il settimo posto. Tre giri dopo il francese è passato anche da Sainz Jr. Grosjean, che si mantiene in pista ancora con gomme vecchie, cede poi, al giro 32, anche a Ocon. Al trentatreesimo passaggio Räikkönen effettua la sosta, rientrano in gara ancora dietro a Hamilton. Al giro 37 Valtteri Bottas va al cambio gomme, seguito il giro dopo anche da Vettel. Il tedesco mantiene la prima posizione.
Solo al giro 49 Grosjean effettua il suo cambio gomme. Bottas cerca di avvicinarsi a Vettel, ma compie un errore di guida che lo riallontana dal leader della gara. Dietro si crea una terzetto di tre piloti molto vicini: Verstappen, Ricciardo e Hamilton. Negli ultimi giri Bottas si trova a dover limitare la prestazione, per non terminare il carburante.
A un giro dal termine viene mostrata, per errore, la bandiera a scacchi, dopo il passaggio di Vettel sul traguardo. L'errore è stata spiegato con un difetto di comunicazione tra la direzione di gara e chi doveva autorizzare l'uso della bandiera. La gara prosegue fino al termine, ma la classifica è redatta sulla base dei risultati a due giri dal termine. Sebastian Vettel vince il suo cinquantesimo gran premio di F1, riportando alla vittoria la Ferrari a Montréal dopo 14 anni.

### Risultati
I risultati del Gran Premio sono i seguenti:
| Pos | Nº | Pilota            | Costruttore               | Giri | Tempo/Ritiro             | Griglia | Punti |
| --- | -- | ----------------- | ------------------------- | ---- | ------------------------ | ------- | ----- |
| 1   | 5  | Sebastian Vettel  | Ferrari                   | 68   | 1h28'31"377              | 1       | 25    |
| 2   | 77 | Valtteri Bottas   | Mercedes                  | 68   | +7"376                   | 2       | 18    |
| 3   | 33 | Max Verstappen    | Red Bull Racing-TAG Heuer | 68   | +8"360                   | 3       | 15    |
| 4   | 3  | Daniel Ricciardo  | Red Bull Racing-TAG Heuer | 68   | +20"892                  | 6       | 12    |
| 5   | 44 | Lewis Hamilton    | Mercedes                  | 68   | +21"559                  | 4       | 10    |
| 6   | 7  | Kimi Räikkönen    | Ferrari                   | 68   | +27"184                  | 5       | 8     |
| 7   | 27 | Nico Hülkenberg   | Renault                   | 67   | +1 giro                  | 7       | 6     |
| 8   | 55 | Carlos Sainz Jr.  | Renault                   | 67   | +1 giro                  | 9       | 4     |
| 9   | 31 | Esteban Ocon      | Force India-Mercedes      | 67   | +1 giro                  | 8       | 2     |
| 10  | 16 | Charles Leclerc   | Sauber-Ferrari            | 67   | +1 giro                  | 13      | 1     |
| 11  | 10 | Pierre Gasly      | Scuderia Toro Rosso-Honda | 67   | +1 giro                  | 19      |       |
| 12  | 8  | Romain Grosjean   | Haas-Ferrari              | 67   | +1 giro                  | 20      |       |
| 13  | 20 | Kevin Magnussen   | Haas-Ferrari              | 67   | +1 giro                  | 11      |       |
| 14  | 11 | Sergio Pérez      | Force India-Mercedes      | 67   | +1 giro                  | 10      |       |
| 15  | 9  | Marcus Ericsson   | Sauber-Ferrari            | 66   | +2 giri                  | 18      |       |
| 16  | 2  | Stoffel Vandoorne | McLaren-Renault           | 66   | +2 giri                  | 15      |       |
| 17  | 35 | Sergej Sirotkin   | Williams-Mercedes         | 66   | +2 giri                  | 17      |       |
| Rit | 14 | Fernando Alonso   | McLaren-Renault           | 40   | Scarichi                 | 14      |       |
| Rit | 28 | Brendon Hartley   | Scuderia Toro Rosso-Honda | 0    | Collisione con L.Stroll  | 12      |       |
| Rit | 18 | Lance Stroll      | Williams-Mercedes         | 0    | Collisione con B.Hartley | 16      |       |

## Classifiche mondiali

### Piloti
| Pos | Pilota            | Punti |
| --- | ----------------- | ----- |
| 1   | Sebastian Vettel  | 121   |
| 2   | Lewis Hamilton    | 120   |
| 3   | Valtteri Bottas   | 86    |
| 4   | Daniel Ricciardo  | 84    |
| 5   | Kimi Räikkönen    | 68    |
| 6   | Max Verstappen    | 50    |
| 7   | Fernando Alonso   | 32    |
| 7   | Nico Hülkenberg   | 32    |
| 8   | Carlos Sainz Jr.  | 24    |
| 9   | Kevin Magnussen   | 19    |
| 10  | Pierre Gasly      | 18    |
| 11  | Sergio Pérez      | 17    |
| 12  | Esteban Ocon      | 11    |
| 13  | Charles Leclerc   | 10    |
| 14  | Stoffel Vandoorne | 8     |
| 15  | Lance Stroll      | 4     |
| 16  | Marcus Ericsson   | 2     |
| 17  | Brendon Hartley   | 1     |

### Costruttori
| Pos | Costruttore               | Punti |
| --- | ------------------------- | ----- |
| 1   | Mercedes                  | 206   |
| 2   | Ferrari                   | 189   |
| 3   | Red Bull Racing-TAG Heuer | 134   |
| 4   | Renault                   | 56    |
| 5   | McLaren-Renault           | 40    |
| 6   | Force India-Mercedes      | 28    |
| 7   | Scuderia Toro Rosso-Honda | 19    |
| 7   | Haas-Ferrari              | 19    |
| 8   | Sauber-Ferrari            | 12    |
| 9   | Williams-Mercedes         | 4     |

## Decisioni della FIA
Al termine della gara, la FIA decide di non punire il contatto al primo giro tra Lance Stroll e Brendon Hartley.